# Charles Brand (Politiker)

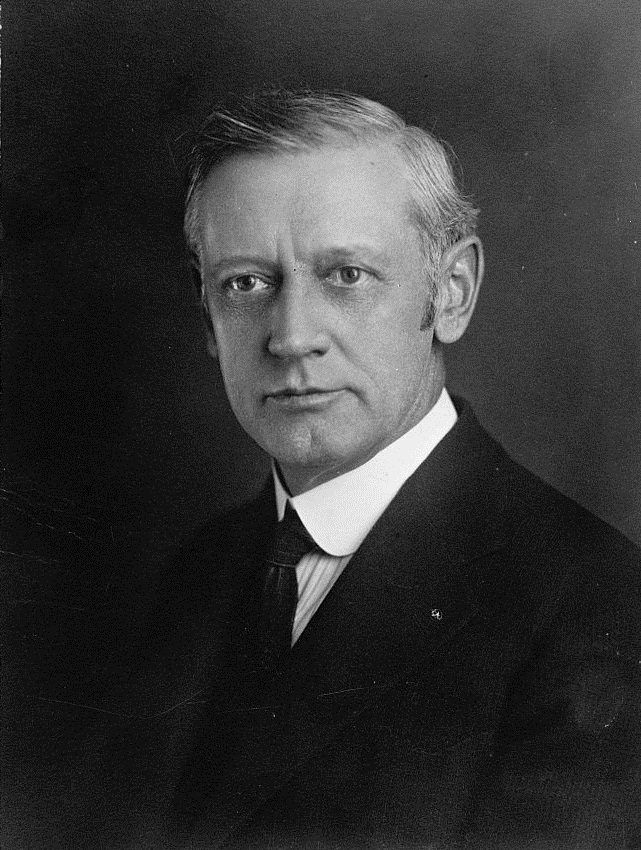
Charles Brand

Charles Brand (* 1. November 1871 in Urbana, Champaign County, Ohio; † 23. Mai 1966 in Melbourne Beach, Florida) war ein US-amerikanischer Politiker. Zwischen 1923 und 1933 vertrat er den Bundesstaat Ohio im US-Repräsentantenhaus.

## Werdegang
Charles Brand besuchte die öffentlichen Schulen seiner Heimat und danach die Ohio Wesleyan University in Delaware. Später arbeitete er in Urbana in der Landwirtschaft, im Handwerk und im Bankgewerbe. Gleichzeitig schlug er als Mitglied der Republikanischen Partei eine politische Laufbahn ein. In den Jahren 1911 und 1912 war er Mitglied und Präsident des Stadtrats von Urbana. Von 1921 bis 1922 saß er im Senat von Ohio. Im Jahr 1921 gehörte er auch einer Beraterkommission der War Finance Corporation an.
Bei den Kongresswahlen des Jahres 1922 wurde Brand im siebten Wahlbezirk von Ohio in das US-Repräsentantenhaus in Washington, D.C. gewählt, wo er am 4. März 1923 die Nachfolge von Simeon D. Fess antrat. Nach vier Wiederwahlen konnte er bis zum 3. März 1933 fünf Legislaturperioden im Kongress absolvieren. Diese waren seit 1929 von den Ereignissen der Weltwirtschaftskrise geprägt. Im Jahr 1932 verzichtete er auf eine weitere Kandidatur.
Nach dem Ende seiner Zeit im US-Repräsentantenhaus nahm Charles Brand bis zum Eintritt in seinen Ruhestand seine früheren Tätigkeiten wieder auf. Er starb am 23. Mai 1966 in Melbourne Beach im Alter von 94 Jahren.